# La Rabatelière
La Rabatelière est une commune française située dans le département de la Vendée en région Pays de la Loire.

## Géographie
Le territoire municipal de La Rabatelière s’étend sur 825 hectares. L’altitude moyenne de la commune est de 65 mètres, avec des niveaux fluctuant entre 42 et 77 mètres,.

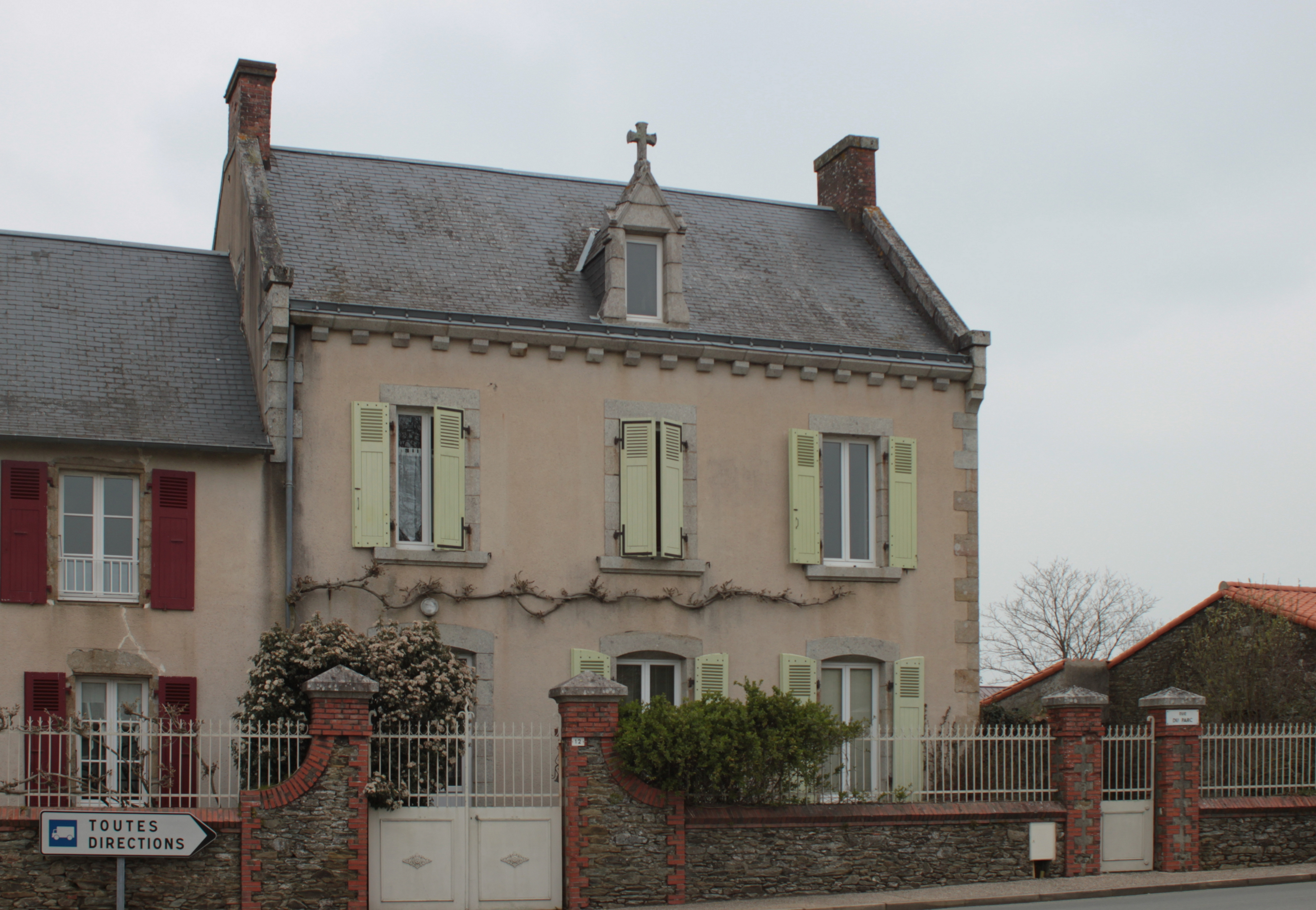
L'ancien presbytère.

La commune de la Rabatelière est située au nord du département de la Vendée, au carrefour des routes départementales D17 (Saint-Fulgent à la Rabatelière) et D62 (D6/D17 à Chauché). La Rabatelière est à 25 km au nord-est de la Roche-sur-Yon, à 36 km au sud-ouest de Cholet et à 46 km au sud-est de Nantes.
Le territoire de la commune est arrosé, du sud-sud-ouest au nord-nord-est, par la Petite Maine et deux de ses affluents.
Sa partie sud est traversée par la Route des Estuaires, l'A83, sur 2 km.
|  | Chavagnes-en-Paillers |                         |
|  | La Rabatelière        |                         |
|  | Chauché               | Saint-André-Goule-d'Oie |

### Climat
Pour des articles plus généraux, voir Climat des Pays de la Loire et Climat de la Vendée.
En 2010, le climat de la commune est de type climat océanique franc, selon une étude du CNRS s'appuyant sur une série de données couvrant la période 1971-2000. En 2020, Météo-France publie une typologie des climats de la France métropolitaine dans laquelle la commune est exposée à un climat océanique et est dans la région climatique  Bretagne orientale et méridionale, Pays nantais, Vendée, caractérisée par une faible pluviométrie en été et une bonne insolation. 
Pour la période 1971-2000, la température annuelle moyenne est de 11,8 °C, avec une amplitude thermique annuelle de 14,1 °C. Le cumul annuel moyen de précipitations est de 813 mm, avec 12,4 jours de précipitations en janvier et 6,4 jours en juillet. Pour la période 1991-2020, la température moyenne annuelle observée sur la station météorologique de Météo-France la plus proche, « St-Fulgent_sapc », sur la commune de Saint-Fulgent à 6 km à vol d'oiseau, est de 12,6 °C et le cumul annuel moyen de précipitations est de 815,9 mm,. Pour l'avenir, les paramètres climatiques de la commune estimés pour 2050 selon différents scénarios d'émission de gaz à effet de serre sont consultables sur un site dédié publié par Météo-France en novembre 2022.

## Urbanisme

### Typologie
Au 1er janvier 2024, La Rabatelière est catégorisée bourg rural, selon la nouvelle grille communale de densité à sept niveaux définie par l'Insee en 2022.
Elle est située hors unité urbaine et hors attraction des villes,.

### Occupation des sols
L'occupation des sols de la commune, telle qu'elle ressort de la base de données européenne d’occupation biophysique des sols Corine Land Cover (CLC), est marquée par l'importance des territoires agricoles (85,9 % en 2018), en diminution par rapport à 1990 (88,4 %). La répartition détaillée en 2018 est la suivante : 
terres arables (33,8 %), zones agricoles hétérogènes (32,9 %), prairies (19,2 %), zones urbanisées (8,1 %), forêts (6 %). L'évolution de l’occupation des sols de la commune et de ses infrastructures peut être observée sur les différentes représentations cartographiques du territoire : la carte de Cassini (XVIIIe siècle), la carte d'état-major (1820-1866) et les cartes ou photos aériennes de l'IGN pour la période actuelle (1950 à aujourd'hui).

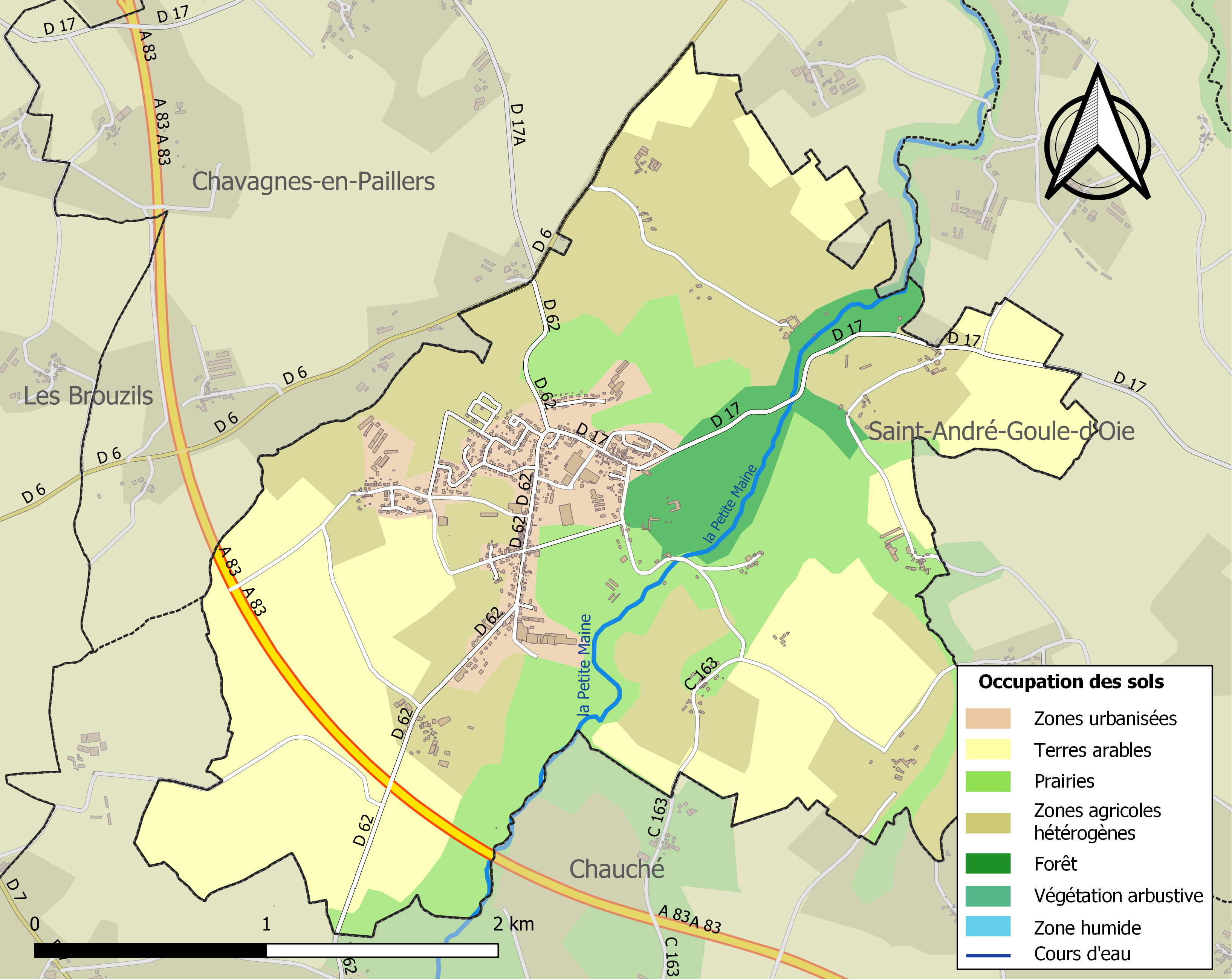
Carte des infrastructures et de l'occupation des sols de la commune en 2018 (CLC).

## Environnement
La Rabatelière a obtenu une fleur au Concours des villes et villages fleuris (palmarès 2007).

## Histoire
Comme les autres communes à proximité, La Rabatelière a souffert de la guerre de Vendée et constitue un lieu de mémoire des massacres de 1793 perpétrés dans le bocage (rappelés par les vitraux de la chapelle).
Le 26 mai 1979, le président de la République Valéry Giscard d’Estaing rend visite aux habitants de la commune. Il y avait obtenu 100% des suffrages lors de l’élection présidentielle de 1974.

## Héraldique
La commune a relevé les armes de la famille Bruneau, des seigneurs de La Rabatelière.
| Blason | Blasonnement : D'argent aux sept merlettes de sable ordonnées 3, 3 et 1. |

## Politique et administration

### Liste des maires
| Période                                  | Période                | Identité                       | Étiquette    | Qualité |
| ---------------------------------------- | ---------------------- | ------------------------------ | ------------ | --- |
| Les données manquantes sont à compléter. |                        |                                |              | |
| 1888                                     | septembre 1946 (décès) | Yves de La Poëze               | Conservateur | Propriétaire Conseiller général de Saint-Fulgent (1928 → 1937) Conseiller d'arrondissement (? → 1928) Chevalier de la Légion d'honneur                                                  |
| 1947[réf. nécessaire]                    | mars 1965              | Goslen de La Poëze (1892-1991) |              | Maire de Saint-Sauveur-de-Landemont (1925 → 1947) Ancien conseiller d'arrondissement (1937 → 1940) Chevalier de la Légion d'honneur, Croix de guerre 1914-1918                          |
| mars 1965                                | mars 1971              | Philippe Allemand              |              | Industriel |
| mars 1971                                | juin 1995              | Georges Levron                 |              | |
| juin 1995                                | mars 2008              | Michel Cossard                 |              | Agent administratif Vice-président de la CC du Pays-de-Saint-Fulgent |
| mars 2008                                | mai 2020               | Wilfrid Montassier             | DVD puis UDI | Chef d'entreprise Conseiller général de Saint-Fulgent (2004 → 2015) Conseiller départemental de Montaigu-Vendée (2015 → 2021) Président de la CC du Pays-de-Saint-Fulgent (2008 → 2016) |
| mai 2020                                 | En cours               | Jérôme Carvalho                |              | Gérant de société 9e vice-président de la CC du Pays-de-Saint-Fulgent-les-Essarts (2020 → )                                                                                             |

## Population et société

### Démographie

#### Évolution démographique
L'évolution du nombre d'habitants est connue à travers les recensements de la population effectués dans la commune depuis 1800. Pour les communes de moins de 10 000 habitants, une enquête de recensement portant sur toute la population est réalisée tous les cinq ans, les populations de référence des années intermédiaires étant quant à elles estimées par interpolation ou extrapolation. Pour la commune, le premier recensement exhaustif entrant dans le cadre du nouveau dispositif a été réalisé en 2007.

En 2022, la commune comptait 1 018 habitants, en évolution de +4,41 % par rapport à 2016 (Vendée : +5,33 %, France hors Mayotte : +2,11 %).
| 1800 | 1806 | 1821 | 1831 | 1836 | 1841 | 1846 | 1851 | 1856 |
| ---- | ---- | ---- | ---- | ---- | ---- | ---- | ---- | ---- |
| 288  | 394  | 392  | 343  | 343  | 351  | 390  | 419  | 423  |

| 1861 | 1866 | 1872 | 1876 | 1881 | 1886 | 1891 | 1896 | 1901 |
| ---- | ---- | ---- | ---- | ---- | ---- | ---- | ---- | ---- |
| 460  | 470  | 505  | 531  | 549  | 569  | 609  | 601  | 609  |

| 1906 | 1911 | 1921 | 1926 | 1931 | 1936 | 1946 | 1954 | 1962 |
| ---- | ---- | ---- | ---- | ---- | ---- | ---- | ---- | ---- |
| 578  | 543  | 522  | 515  | 494  | 503  | 501  | 462  | 536  |

| 1968 | 1975 | 1982 | 1990 | 1999 | 2006 | 2007 | 2012 | 2017 |
| ---- | ---- | ---- | ---- | ---- | ---- | ---- | ---- | ---- |
| 603  | 652  | 695  | 708  | 689  | 790  | 805  | 920  | 989  |

| 2022  | - | - | - | - | - | - | - | - |
| ----- | - | - | - | - | - | - | - | - |
| 1 018 | - | - | - | - | - | - | - | - |

#### Pyramide des âges
En 2018, le taux de personnes d'un âge inférieur à 30 ans s'élève à 37,7 %, soit au-dessus de la moyenne départementale (31,6 %). À l'inverse, le taux de personnes d'âge supérieur à 60 ans est de 20,9 % la même année, alors qu'il est de 31,0 % au niveau départemental.
En 2018, la commune comptait 508 hommes pour 487 femmes, soit un taux de 51,06 % d'hommes, largement supérieur au taux départemental (48,84 %).
Les pyramides des âges de la commune et du département s'établissent comme suit.
| Hommes | Classe d’âge | Femmes |
| ------ | ------------ | ------ |
| 0,6    | 90 ou +      | 0,6    |
| 7,9    | 75-89 ans    | 10,1   |
| 10,3   | 60-74 ans    | 12,2   |
| 23,6   | 45-59 ans    | 19,5   |
| 19,0   | 30-44 ans    | 20,8   |
| 14,8   | 15-29 ans    | 14,5   |
| 23,7   | 0-14 ans     | 22,3   |

| Hommes | Classe d’âge | Femmes |
| ------ | ------------ | ------ |
| 0,8    | 90 ou +      | 2,2    |
| 8,7    | 75-89 ans    | 11,1   |
| 20,3   | 60-74 ans    | 21,3   |
| 20     | 45-59 ans    | 19,4   |
| 17,5   | 30-44 ans    | 16,8   |
| 15     | 15-29 ans    | 13,2   |
| 17,7   | 0-14 ans     | 16,1   |

## Lieux et monuments

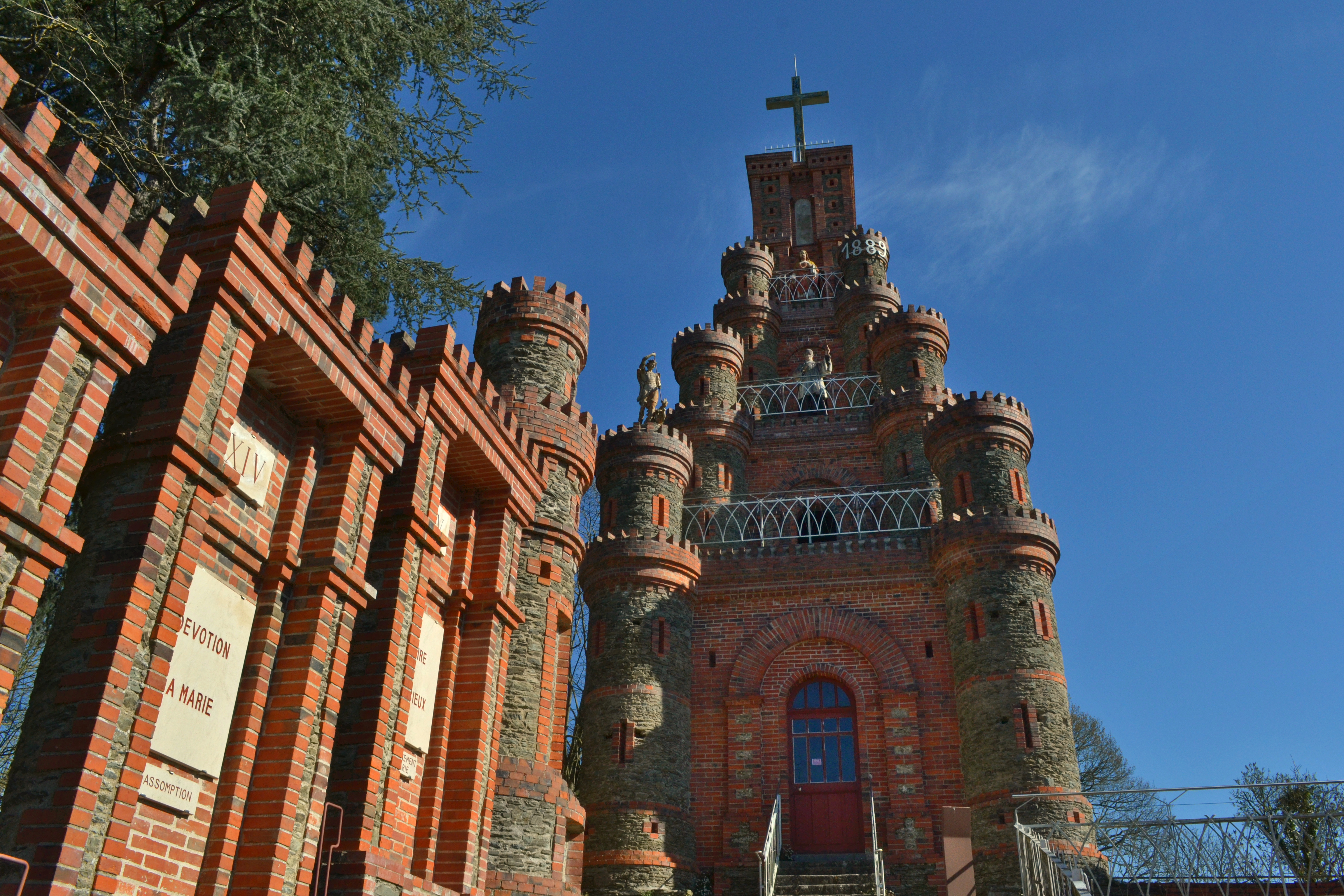
Le sanctuaire de la Salette.

- Le château de La Rabatelière, inscrit aux monuments historiques en 2001.
- Le sanctuaire de la Salette à La Rabatelière, situé au lieu-dit la Salette, au nord-est de la commune, a été construit à l'initiative du curé de la paroisse, fin XIXe, pour célébrer l'apparition de la Vierge en Isère, en 1846[22].
- L'église Saint-Charles.

## Personnalités liées à la commune
- Léon Guillemaind, mosaïste
- Olivier de La Poëze